# David Minerba
David Minerba er en dansk-italiensk standupkomiker og musiker. Han er en del af komiker- og musikerduoen Dopeman & Lapello, som har produceret sketches på TikTok og udgivet singler og senest albummet Sødygtig (2025).
I 2024 debuterede han med sit første onemandshow Ung Dirch Passer  under UP Comedy Festival 2024.
Han medvirkede i 2025 i niende sæson af TV 2s underholdningsprogram Stormester.